# Rimboval
Rimboval ist eine französische Gemeinde mit 184 Einwohnern (Stand 1. Januar 2022) im Département Pas-de-Calais in der Region Hauts-de-France. Sie gehört zum Arrondissement Montreuil und zum Kanton Fruges.
Nachbargemeinden von Rimboval sind Herly im Norden, Créquy im Osten, Embry im Südwesten und Saint-Michel-sous-Bois im Westen.

## Bevölkerungsentwicklung
| Jahr      | 1962 | 1968 | 1975 | 1982 | 1990 | 1999 | 2007 |
| Einwohner | 199  | 187  | 151  | 161  | 146  | 125  | 120  |